# Приставка, Михаил Иванович
Михаил Иванович Приставка (1910, Горицы, Черниговская губерния — 29 мая 1995, Москва) — советский водитель, Герой Социалистического Труда (1963).

## Биография
Михаил Иванович Приставка родился в 1910 году в селе Горицы (ныне — в Чаусовском сельском поселении Погарского района Брянской области). С 1935 года проживал в Москве, работал водителем грузового автомобиля «ЯГ-6». Активно участвовал в строительстве Московского метрополитена. С началом Великой Отечественной войны был призван на службу в Рабоче-Крестьянскую Красную Армию и направлен на фронт. Участвовал в битве за Москву, Курской битве, битве за Днепр, освобождении Украинской ССР, Польши, боях в Германии. После окончания войны Приставка был демобилизован.
Вернувшись в Москву, работал водителем на автобазе № 20 «Мосстройтранс» Главмосавтотранса. Возил строительные материалы и оборудование на крупнейшие послевоенные стройки столицы СССР — Московского государственного университета, стадиона «Лужники», Дворца съездов в Московском кремле, станций Московского метрополитена.
Указом Президиума Верховного Совета СССР от 21 июня 1963 года за «выдающиеся производственные достижения в культурно и жилищно-бытовом строительстве, производстве строительных материалов и изделий и внедрение новых прогрессивных методов труда» Михаил Иванович Приставка был удостоен высокого звания Героя Социалистического Труда с вручением ордена Ленина и медали «Серп и Молот».
Работал водителем до выхода на пенсию.
Был также награждён орденом Отечественной войны 2-й степени (1985) и рядом медалей.